# Конрад Фридрих Готлиб фон Брокдорф-Алефелд
Конрад Фридрих Готлиб фон Брокдорф-Алефелд (на немски: Conrad Friedrich Gottlieb Graf von Brockdorff-Ahlefeldt; * 17 юли 1823, Борстел, Холщайн; † 15 май 1909, Ашеберг, Шлезвиг-Холщайн) е граф от род фон Брокдорф, осиновен през 1837 г. от „граф фон Алефелд“. Той е политик в Херцогство Холщайн.

## Биография
Той е най-малкият син на датския и шлезвиг-холщайнския юрист и държавник граф Кай Лоренц фон Брокдорф (1766 – 1840) и Берта фон Рабен (1780 – 1831). По-големият му брат граф Ханс Адолф фон Брокдорф (1805 – 1870) е датски дворцов служител.
Конрад фон Брокдорф е осиновен през 1837 г. от юриста граф Конрад Кристоф фон Алефелд (1768 – 1853) и веднага се нарича фон Брокдорф-Алефелд. По-късно той става господар на имението Ашеберг, който му построява баща му осиновител, също и на други собствености в Ливония.
Брокдорф следва право в университетите в Йена, Хайделберг и Кил. След това започва служба като юрист в Глюкщат в Холщайн. След смъртта на баща му осиновител през 1853 г. той получава имението Ашеберг и става един от най-влиятелните собственици на имения в Холщайн.
Брокдорф е почетен рицар и от 1878 г. комендатор на „Йоанитския орден“ в Шлезвиг-Холщайн. От 1855 до 1858 г. е представител в племенното събрание на Холщайн. Вилхелм I го прави през 1886 г. член в „Пруския Херенхауз“, където е до смъртта си през 1909 г.

## Фамилия
Конрад Фридрих Готлиб фон Брокдорф-Алефелд се жени за графиня София Луиза Юлиана Ернестина фон Ранцау (* 15 февруари 1829, Датски-Нинхоф; † 17 февруари 1898, Ашеберг), дъщеря на граф Кристиан Вилхелм Хайнрих фон Ранцау (1796 – 1848) и графиня Отилия Агата Луиза София фон Ревентлов (1800 – 1883). Те имат седем деца:
- Конрад Софус Адолф фон Брокдорф-Алефелд (* 1 януари 1851)
- Отилия Анна Луиза фон Брокдорф-Алефелд (* 5 март 1853)
- Ернст Фридрих Карл фон Брокдорф (* 10 април 1854, Ашеберг; † 4 януари 1931, Кил), женен за Елизабет фон Ягов (* 13 декември 1861, Квицов; † 27 януари 1953, Ашеберг); имат трима сина
- Хайнрих Ернст Лудвиг фон Брокдорф (* 30 март 1856)
- Шарлота Кунигунда фон Брокдорф (* 28 ноември 1859)
- Луиза Берта Георгина фон Брокдорф (* 21 юли 1863)
- Тило Курт Ернст фон Брокдорф (* 10 октомври 1871, Ашеберг; † 28 август 1914, Таненберг), женен за Йохана фон Далвиц (* 26 май 1884, Пархим; † 4 декември 1941, Кьонигсберг); имат двама сина